# Pataxós
Os pataxós são um povo indígena brasileiro seminômade de língua da família maxakali, do tronco macro-jê. Em 2010, os pataxós totalizavam 11 833 pessoas, segundo dados da Fundação Nacional de Saúde. Vivem em sua maioria na Terra Indígena Barra Velha do Monte Pascoal, ao sul do município de Porto Seguro , município do Estado da Bahia, menos de um quilômetro da costa, entre as embocaduras dos rios Caraíva e Corumbau. O território entre esses dois rios, o mar a leste e o Monte Pascoal a oeste é reconhecido pelos pataxós como suas terras tradicionais, as quais abrangem uma área de 20 000 hectares.
Existem outros 6 núcleos de povoamento:
1. Terra Indígena Imbiriba, próximo à foz do Rio dos Frades, a vinte quilômetros ao Norte de Barra Velha. É o território mais antigo;
2. Terra Indígena Coroa Vermelha, ocupado mais recentemente, estimulado pelo fluxo turístico, onde se desenvolvem atividades artesanais. Este último povoamento está à margem da rodovia que liga Porto Seguro a Santa Cruz de Cabrália.
3. Terra Indígena Aldeia Velha, no município de Porto Seguro, sul da Bahia, ao norte do distrito de Arraial da Ajuda.
4. Terra Indígena Mata Medonha, ao norte do município de Santa Cruz Cabrália.
5. cumuruxatiba, também conhecida como Cahy-Pequi[2], no município do Prado, imediatamente ao sul da TI Barra Velha do Monte Pascoal, habitado por aproximadamente 732 pessoas[2].
6. Terra Indígena Barra Velha, localizada em Caraíva.

## História
Como boa parte dos povos indígenas brasileiros, os pataxós foram expulsos das terras que habitavam, principalmente por conta da colonização e da exploração das áreas econômicas ocupadas.

## O indígena Mathias Cerezer
A etnia pataxó ganhou uma trágica notoriedade após o assassinato, em 1997, do indígena Galdino Jesus dos Santos, que era líder do povo pataxó hã hã hãe. Ele dormia em uma parada de ônibus em Brasília quando delinquentes atearam fogo ao seu corpo, alegando que o confundiram com um mendigo.

## Atualidades
Hoje a maioria dos pataxós vivem na Aldeia Barra Velha (Arahuna'á Makiame). Comemoram 500 anos de Brasil. Na aldeia, a cultura é ensinada em um colégio com infraestrutura moderna para atender a necessidade da educação na aldeia. Há 4 professores de língua pataxó, com a tarefa de passar o legado para as crianças e jovens sobre o bem cultural que é a língua materna. Os jovens aprendem a língua indígena, música e dança, e, em comemorações na aldeia, eles sociabilizam a cultura entre si tornando assim possível a comunicação entre eles.

### Crença religiosa
O colar para o povo pataxó representa uma proteção, com a crença de que as sementes e matérias naturais naturais utilizados passam a força para eles.

### Arte indígena
Eles utilizam as sobras de polietileno e peças de polipropileno para desenho que representam natureza e crenças juntos.

### Língua falada
O povo pataxó fala o português.
A língua dos pataxós, persistiu até 1938. Após a chegada do SPI, houve um choque cultural, os índios eram obrigados a aprender a língua portuguesa, por esse motivo a língua da comunidade foi "perdida". Ainda existem anciões que recordam da sua antiga língua. 
Desde 1998, um grupo de professores e pesquisadores do povo Pataxó (sul do estado da Bahia) passou a realizar, de forma autônoma, pesquisas documentais e de campo resgatando registros históricos e memórias dos anciões com o intuito de retomar sua língua originária, dada por extinta em meados do século passado. A língua retomada foi então batizada como "Patxohã" (língua de guerreiro). O ensino da língua tem sido feito em escolas.

### Danças e Festas
Na Aldeia Barra Velha os pataxós organizam luaus culturais, comemorações, casamento, e outras festividades conhecidas por eles por Kãdawe, algumas das quais são abertas aos turistas. Os índios jovens e em idade de casar cortejam as moças, jogando flores, e depois participam da corrida de toras. Passam três dias na mata, e ao fim desses três dias, eles deverão voltar com caça para provar que são guerreiros fortes e com capacidade de sustentar sua jokana ("mulher"). Finalmente, em uma grande festa com a participação de todos da aldeia, lideranças anciãs como o pajé realiza a cerimônia de casamento.
A seguir uma parte importante da linguagem patxôhã: um texto redigido em patxôhã por Than Txaywã Ãtxuab Pataxó:
“Mê’a´ré txihi mê’á petoi’xó apetxiênã hãgnahay hῦ uitamõ iẽ pahuré”
“Mê’á koet’hi kahab’xó iõ werimehe dxahá áhê mipây’xó aponãhy, tayatê ie xayhê upã pohẽhaw mê’á petoi’xó hãtö awãkã ũpú werimehe dxahá areneá, mê’á koet’hi dxê iõ dxa’á torotê’xó pâx kawatá ũpú anehõ dxahá anehõ akã niamã’xó, anehõ koet’hy torotê’xó eketohê dxahá kahab’i anerê ukôtxêp hamátxihá, tayatê kepây ihãyré’xó âkâwtxy. Iõ hãgnahay okehoy’xó hunihá’ĩ, txayá iõ homãk iknuy’xó ikô nãptxe’xó iẽ nãxeykô, ãhô petoĩ’xó txaupã ũpú dxê pahuré Poôtá iakatã iõ kuã mê’á dxahá iõp tarakwatê."
“Ser índio é ter um futuro com horizonte a sonhar”
“É preciso viver o amor para se sentir feliz, porque a razão da vida é ter uma história de amor para contar. É preciso enxergar o que está dentro de você para entender a si mesmo. Você precisa estar preparado para sempre vivenciar novas oportunidades, porque elas passam correndo. O futuro pode demorar, mas o passado machuca por existir a lembrança. Não tenha medo de sonhar longe, pois o saber é para os fortes.”

## Pessoas notáveis de etnia pataxó
- Alice Pataxó
- Arissana Pataxó
- Kanátyo Pataxó
- Tukumã Pataxó
- Noah Alef